# Acrolophozia pectinata
Acrolophozia pectinata är en bladmossart som beskrevs av Rudolf Mathias Schuster. Acrolophozia pectinata ingår i släktet Acrolophozia och familjen Gymnomitriaceae. Inga underarter finns listade i Catalogue of Life.